# Khalid Aucho
Khalid Aucho Aucho (Jinja, 8 agosto 1993) è un calciatore ugandese, centrocampista degli Young Africans e della nazionale ugandese.

## Carriera

### Club
Gioca dal 2011 al 2013 al Simba. Nel gennaio 2013 passa al Tusker. Il 7 gennaio 2015 viene ufficializzato il suo trasferimento al Gor Mahia. Il 25 agosto 2016 viene acquistato dal Baroka. Il 20 febbraio 2017 viene ufficializzata la sua cessione alla Stella Rossa, che lo cede in prestito all'OFK Belgrado. Rimasto svincolato, il 20 marzo 2018 firma un contratto con l'East Bengal. Al termine della stagione viene acquistato dal Churchill Brothers.

### Nazionale
Debutta in nazionale il 19 novembre 2013, in Uganda-Ruanda (1-0). Mette a segno la sua prima rete con la maglia della nazionale il 5 dicembre 2013, in Uganda-Sudan (1-0).

## Statistiche

### Cronologia presenze e reti in nazionale
| Cronologia completa delle presenze e delle reti in nazionale ― Uganda | Cronologia completa delle presenze e delle reti in nazionale ― Uganda | Cronologia completa delle presenze e delle reti in nazionale ― Uganda | Cronologia completa delle presenze e delle reti in nazionale ― Uganda | Cronologia completa delle presenze e delle reti in nazionale ― Uganda | Cronologia completa delle presenze e delle reti in nazionale ― Uganda | Cronologia completa delle presenze e delle reti in nazionale ― Uganda | Cronologia completa delle presenze e delle reti in nazionale ― Uganda |
| Data                                                                  | Città                                                                 | In casa                                                               | Risultato                                                             | Ospiti                                                                | Competizione                                                          | Reti                                                                  | Note                                                                  |
| --------------------------------------------------------------------- | --------------------------------------------------------------------- | --------------------------------------------------------------------- | --------------------------------------------------------------------- | --------------------------------------------------------------------- | --------------------------------------------------------------------- | --------------------------------------------------------------------- | --------------------------------------------------------------------- |
| 18-5-2014                                                             | Antananarivo                                                          | Madagascar                                                            | 2 – 1                                                                 | Uganda                                                                | Qual. Coppa d'Africa 2015                                             | -                                                                     | 7’                                                                    |
| 30-5-2014                                                             | Kampala                                                               | Uganda                                                                | 1 – 0                                                                 | Madagascar                                                            | Qual. Coppa d'Africa 2015                                             | -                                                                     | 30’                                                                   |
| 3-8-2014                                                              | Nouakchott                                                            | Mauritania                                                            | 0 – 1                                                                 | Uganda                                                                | Qual. Coppa d'Africa 2015                                             | -                                                                     |                                                                       |
| 6-9-2014                                                              | Kumasi                                                                | Ghana                                                                 | 1 – 1                                                                 | Uganda                                                                | Qual. Coppa d'Africa 2015                                             | -                                                                     | 55’                                                                   |
| 10-9-2014                                                             | Kampala                                                               | Uganda                                                                | 2 – 0                                                                 | Guinea                                                                | Qual. Coppa d'Africa 2015                                             | -                                                                     | 77’                                                                   |
| 11-10-2014                                                            | Kampala                                                               | Uganda                                                                | 0 – 1                                                                 | Togo                                                                  | Qual. Coppa d'Africa 2015                                             | -                                                                     | 40’                                                                   |
| 15-10-2014                                                            | Lomé                                                                  | Togo                                                                  | 1 – 0                                                                 | Uganda                                                                | Qual. Coppa d'Africa 2015                                             | -                                                                     | 65’                                                                   |
| 25-3-2015                                                             | Uyo                                                                   | Nigeria                                                               | 0 – 1                                                                 | Uganda                                                                | Amichevole                                                            | -                                                                     | 68’                                                                   |
| 9-6-2015                                                              | Kampala                                                               | Uganda                                                                | 1 – 1                                                                 | Gambia                                                                | Amichevole                                                            | -                                                                     |                                                                       |
| 13-6-2015                                                             | Kampala                                                               | Uganda                                                                | 2 – 0                                                                 | Botswana                                                              | Qual. Coppa d'Africa 2017                                             | -                                                                     |                                                                       |
| 5-9-2015                                                              | Moroni                                                                | Camerun                                                               | 0 – 1                                                                 | Uganda                                                                | Qual. Coppa d'Africa 2017                                             | -                                                                     |                                                                       |
| 12-11-2015                                                            | Lomé                                                                  | Togo                                                                  | 0 – 1                                                                 | Uganda                                                                | Qual. Mondiali 2018                                                   | -                                                                     |                                                                       |
| 15-11-2015                                                            | Kampala                                                               | Uganda                                                                | 3 – 0                                                                 | Togo                                                                  | Qual. Mondiali 2018                                                   | -                                                                     | 27’                                                                   |
| 26-3-2016                                                             | Ouagadougou                                                           | Burkina Faso                                                          | 1 – 0                                                                 | Uganda                                                                | Qual. Coppa d'Africa 2017                                             | -                                                                     | 59’ 72’                                                               |
| 29-3-2016                                                             | Kampala                                                               | Uganda                                                                | 0 – 0                                                                 | Burkina Faso                                                          | Qual. Coppa d'Africa 2017                                             | -                                                                     |                                                                       |
| 4-6-2016                                                              | Francistown                                                           | Botswana                                                              | 1 – 2                                                                 | Uganda                                                                | Qual. Coppa d'Africa 2017                                             | 1                                                                     |                                                                       |
| 4-9-2016                                                              | Kampala                                                               | Uganda                                                                | 1 – 0                                                                 | Camerun                                                               | Qual. Coppa d'Africa 2017                                             | -                                                                     |                                                                       |
| 7-10-2016                                                             | Tamale                                                                | Ghana                                                                 | 0 – 0                                                                 | Uganda                                                                | Qual. Mondiali 2018                                                   | -                                                                     | 69’                                                                   |
| 12-11-2016                                                            | Kampala                                                               | Uganda                                                                | 1 – 0                                                                 | Rep. del Congo                                                        | Qual. Mondiali 2018                                                   | -                                                                     |                                                                       |
| 8-1-2017                                                              | Abu Dhabi                                                             | Slovacchia                                                            | 1 – 3                                                                 | Uganda                                                                | Amichevole                                                            | -                                                                     | 62’                                                                   |
| 21-1-2017                                                             | Libreville                                                            | Egitto                                                                | 1 – 0                                                                 | Uganda                                                                | Coppa d'Africa 2017                                                   | -                                                                     |                                                                       |
| 25-1-2017                                                             | Oyem                                                                  | Uganda                                                                | 1 – 1                                                                 | Mali                                                                  | Coppa d'Africa 2017                                                   | -                                                                     | 90’                                                                   |
| 5-6-2017                                                              | Dakar                                                                 | Senegal                                                               | 0 – 0                                                                 | Uganda                                                                | Amichevole                                                            | -                                                                     | 45’                                                                   |
| 11-6-2017                                                             | Praia                                                                 | Capo Verde                                                            | 0 – 1                                                                 | Uganda                                                                | Qual. Coppa d'Africa 2019                                             | -                                                                     |                                                                       |
| 31-8-2017                                                             | Kampala                                                               | Uganda                                                                | 1 – 0                                                                 | Egitto                                                                | Qual. Mondiali 2018                                                   | -                                                                     |                                                                       |
| 5-9-2017                                                              | Alessandria d'Egitto                                                  | Egitto                                                                | 1 – 0                                                                 | Uganda                                                                | Qual. Mondiali 2018                                                   | -                                                                     | 75’                                                                   |
| 30-5-2018                                                             | Niamey                                                                | Rep. Centrafricana                                                    | 1 – 0                                                                 | Uganda                                                                | Amichevole                                                            | -                                                                     | 87’                                                                   |
| 2-6-2018                                                              | Niamey                                                                | Irlanda del Nord                                                      | 2 – 1                                                                 | Uganda                                                                | Amichevole                                                            | -                                                                     |                                                                       |
| 8-9-2018                                                              | Kampala                                                               | Uganda                                                                | 0 – 0                                                                 | Tanzania                                                              | Qual. Coppa d'Africa 2019                                             | -                                                                     |                                                                       |
| 13-10-2018                                                            | Kampala                                                               | Uganda                                                                | 3 – 0                                                                 | Lesotho                                                               | Qual. Coppa d'Africa 2019                                             | -                                                                     |                                                                       |
| 16-10-2018                                                            | Maseru                                                                | Lesotho                                                               | 0 – 2                                                                 | Uganda                                                                | Qual. Coppa d'Africa 2019                                             | -                                                                     | 66’                                                                   |
| 17-11-2018                                                            | Kampala                                                               | Uganda                                                                | 1 – 0                                                                 | Capo Verde                                                            | Qual. Coppa d'Africa 2019                                             | -                                                                     |                                                                       |
| 20-11-2018                                                            | Asaba                                                                 | Nigeria                                                               | 0 – 0                                                                 | Uganda                                                                | Amichevole                                                            | -                                                                     | 67’                                                                   |
| 22-6-2019                                                             | Il Cairo                                                              | RD del Congo                                                          | 0 – 2                                                                 | Uganda                                                                | Coppa d'Africa 2019 - Fase a gironi                                   | -                                                                     |                                                                       |
| 26-6-2019                                                             | Il Cairo                                                              | Uganda                                                                | 1 – 1                                                                 | Zimbabwe                                                              | Coppa d'Africa 2019 - Fase a gironi                                   | -                                                                     | 88’                                                                   |
| 30-6-2019                                                             | Il Cairo                                                              | Uganda                                                                | 0 – 2                                                                 | Egitto                                                                | Coppa d'Africa 2019 - Fase a gironi                                   | -                                                                     | 70’                                                                   |
| 5-7-2019                                                              | Il Cairo                                                              | Uganda                                                                | 0 – 1                                                                 | Senegal                                                               | Coppa d'Africa 2019 - Ottavi di finale                                | -                                                                     | 31’ 77’                                                               |
| 8-9-2019                                                              | Nairobi                                                               | Kenya                                                                 | 1 – 1                                                                 | Uganda                                                                | Amichevole                                                            | -                                                                     | 72’                                                                   |
| 13-11-2019                                                            | Ouagadougou                                                           | Burkina Faso                                                          | 0 – 0                                                                 | Uganda                                                                | Qual. Coppa d'Africa 2021                                             | -                                                                     |                                                                       |
| 17-11-2019                                                            | Kampala                                                               | Uganda                                                                | 2 – 0                                                                 | Malawi                                                                | Qual. Coppa d'Africa 2021                                             | -                                                                     | 82’                                                                   |
| 12-11-2020                                                            | Kitende                                                               | Uganda                                                                | 1 – 0                                                                 | Sudan del Sud                                                         | Qual. Coppa d'Africa 2021                                             | -                                                                     | 77’                                                                   |
| 16-11-2020                                                            | Nairobi                                                               | Sudan del Sud                                                         | 1 – 0                                                                 | Uganda                                                                | Qual. Coppa d'Africa 2021                                             | -                                                                     | 31’                                                                   |
| 29-8-2021                                                             | Bahir Dar                                                             | Etiopia                                                               | 2 – 1                                                                 | Uganda                                                                | Amichevole                                                            | -                                                                     |                                                                       |
| 2-9-2021                                                              | Nairobi                                                               | Kenya                                                                 | 0 – 0                                                                 | Uganda                                                                | Qual. Mondiali 2022                                                   | -                                                                     | 40’                                                                   |
| 6-9-2021                                                              | Kampala                                                               | Uganda                                                                | 0 – 0                                                                 | Mali                                                                  | Qual. Mondiali 2022                                                   | -                                                                     |                                                                       |
| 7-10-2021                                                             | Kigali                                                                | Ruanda                                                                | 0 – 1                                                                 | Uganda                                                                | Qual. Mondiali 2022                                                   | -                                                                     | Cap. 63’                                                              |
| 11-11-2021                                                            | Southampton                                                           | Uganda                                                                | 1 – 1                                                                 | Kenya                                                                 | Qual. Mondiali 2022                                                   | -                                                                     | Cap.                                                                  |
| 14-11-2021                                                            | Agadir                                                                | Mali                                                                  | 1 – 0                                                                 | Uganda                                                                | Qual. Mondiali 2022                                                   | -                                                                     | Cap. 90’                                                              |
| 4-6-2022                                                              | Algeri                                                                | Algeria                                                               | 2 – 1                                                                 | Uganda                                                                | Qual. Coppa d'Africa 2023                                             | -                                                                     | 13’                                                                   |
| 8-6-2022                                                              | Entebbe                                                               | Uganda                                                                | 1 – 1                                                                 | Irlanda del Nord                                                      | Qual. Coppa d'Africa 2023                                             | -                                                                     |                                                                       |
| 24-3-2023                                                             | Ismailia                                                              | Uganda                                                                | 0 – 1                                                                 | Tanzania                                                              | Qual. Coppa d'Africa 2023                                             | -                                                                     |                                                                       |
| 28-3-2023                                                             | Dar es Salaam                                                         | Tanzania                                                              | 0 – 1                                                                 | Uganda                                                                | Qual. Coppa d'Africa 2023                                             | -                                                                     |                                                                       |
| 18-6-2023                                                             | Douala                                                                | Uganda                                                                | 1 – 2                                                                 | Algeria                                                               | Qual. Coppa d'Africa 2023                                             | -                                                                     |                                                                       |
| 7-9-2023                                                              | Marrakech                                                             | Niger                                                                 | 0 – 2                                                                 | Uganda                                                                | Qual. Coppa d'Africa 2023                                             | -                                                                     | Cap. 72’                                                              |
| 13-10-2023                                                            | Bamako                                                                | Mali                                                                  | 1 – 0                                                                 | Uganda                                                                | Amichevole                                                            | -                                                                     | Cap. 65’                                                              |
| 17-10-2023                                                            | Sharja                                                                | Zambia                                                                | 3 – 0                                                                 | Uganda                                                                | Amichevole                                                            | -                                                                     | 66’                                                                   |
| Totale                                                                |                                                                       | Presenze                                                              | 56                                                                    |                                                                       | Reti                                                                  | 1                                                                     |                                                                       |

## Palmarès

### Club

#### Competizioni nazionali
- Coppa d'Uganda: 1

Simba FC: 2011
- Campionato keniota: 1

Gor Mahia: 2015
- Campionato tanzaniano: 3

Young Africans: 2021-2022, 2022-2023, 2023-2024
- Coppa di Tanzania: 3

Young Africans: 2021-2022, 2022-2023, 2023-2024